# Spodoptera descoinsi
Spodoptera descoinsi là một loài bướm đêm trong họ Noctuidae.